# Hemidactylus giganteus
Hemidactylus giganteus är en ödleart som beskrevs av  Ferdinand Stoliczka 1871. Hemidactylus giganteus ingår i släktet Hemidactylus och familjen geckoödlor. Inga underarter finns listade i Catalogue of Life.